# Халчинский, Фёдор Лаврентьевич

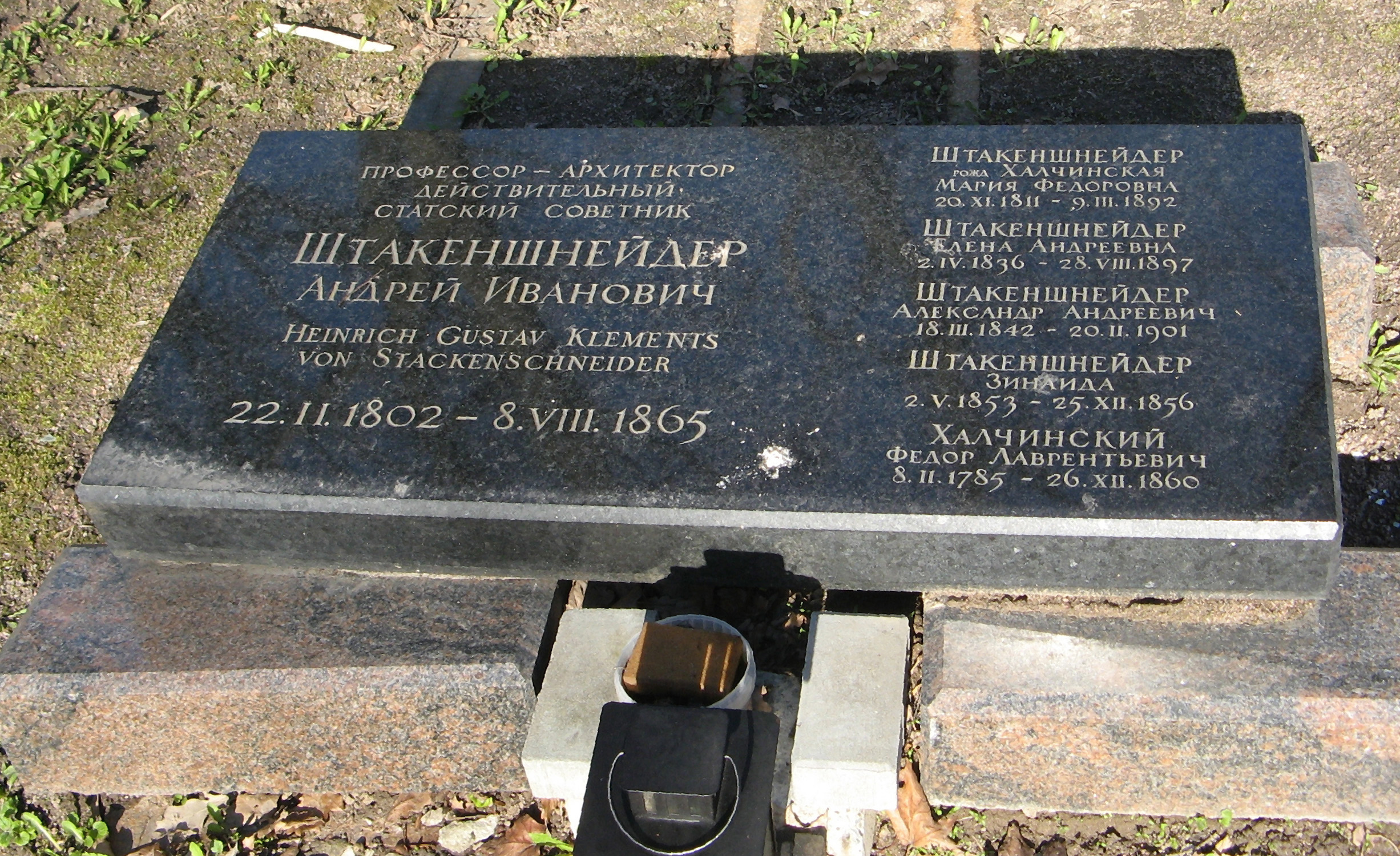
Кенотаф Халчинским — Штакеншнейдерам в Приморской пустыни

Фёдор Лаврентьевич Халчинский (1785—1860) — русский дипломат и финансист; управляющий Государственным заемным банком; тайный советник.

## Биография
О его детстве информации практически не сохранилось, да и прочие биографические сведения о нём очень скудны и отрывочны.  Известно лишь, что по окончании курса в Императорском Московском университете, Фёдор Халчинский поступил в 1803 году на службу в Коллегию иностранных дел и, причисленный к её Московскому архиву, занимался под руководством Н. Н. Бантыша-Каменского разбором дипломатических дел прежнего времени .
С 1807 по 1809 год Фёдор Лаврентьевич Халчинский состоял при русском посольстве в Париже, а с 1809 по 1817 год — в министерской канцелярии графа Румянцева.
В 1817 году Ф. Л. Халчинский находился при графе К. В. Нессельроде в министре иностранных дел в Москве и оттуда был командирован в Варшаву, где в то время император Александр I открывал первый польский сейм.  В том же году сопровождал управлявшего министерством иностранных дел на конгресс в Ахен.
После этого Ф. Халчинский занимал различные должности то в министерстве иностранных дел, то в придворном ведомстве, пока в 1843 году не перешел на службу в министерство финансов, в котором сперва состоял управляющим новоучрежденной, взамен ассигнационного банка, экспедицией государственных кредитных билетов, а с января 1854 года — управляющим государственным заемным банком, и оставался в этой должности до преобразования банка.
31 декабря 1853 года исполнилось 50-летие служебной деятельности Халчинского, и по этому случаю он был награжден чином тайного советника и орденом Святого Владимира 2 класса.
Халчинский перевёл с немецкого языка книгу «Наполеон Бонапарте и французский народ» (СПб., 1806) и с французского сочинение генерала Жомини «Рассуждение о великих военных действиях, или Критическое и сравнительное описание походов Фридриха и Наполеона», в 8 частях (СПб., 1809—1811).
Фёдор Лаврентьевич Халчинский скончался 26 декабря 1860 года (7 января 1861) в Санкт-Петербурге. Был похоронен в Троице-Сергиевой Приморской пустыни; там же рядом был похоронен его зять архитектор Андрей Штакеншнейдер с женой и детьми — дочерью и внуками Халчинского. Вместе с большей частью некрополя названной обители захоронение Халчинских — Штакеншнейдеров было утеряно в ходе уничтожения петербургских некрополей после Революции 1917 года; лишь в 1985 году оно было вновь выявлено в ходе археологических работ и восстановлено с установкой нового памятника.